# 1964年夏季残疾人奥林匹克运动会瑞典代表团
1964年夏季残疾人奥林匹克运动会瑞典代表团是瑞典派出的1964年夏季残疾人奥林匹克运动会代表团。获得1枚铜牌。